# Capella Vocalis Reutlingen
Capella Vocalis Reutlingen ist ein 1993 in Reutlingen gegründeter Chor mit knapp 100 Knaben- und Männerstimmen, aufgeteilt auf drei Chorstufen.

## Allgemeines
Der Chor wurde 1993 von dem Dirigenten Eckhard Weyand gegründet, der die Leitung bis 2012 innehatte. Von August 2012  bis Juli 2022 war Christian J. Bonath künstlerischer Leiter, von August 2022 bis Juli 2024 Hermann Dukek. Ab September 2024 liegt die künstlerische Leitung in den Händen von Benedikt Engel. In der kurzen Zeit seines Bestehens hat sich der Chor weit über die Grenzen Baden-Württembergs einen Namen gemacht und zählt heute zu den bekanntesten Knabenchören Deutschlands. Mit jährlich rund 45 Konzerten und Konzertreisen nach Japan, Dänemark, Tschechien, Italien, Schweiz, Österreich, Luxemburg, China, Norwegen und Frankreich leisten die Chorsänger Erstaunliches in ihrer Freizeit. 2005 war der Knabenchor capella vocalis Reutlingen als einziger europäischer Chor zum Northern Lights Choral Festival in Fairbanks und Anchorage (Alaska) eingeladen. 2008 reiste er gleich zwei Mal nach China, nach Peking und Shanghai. 2013 unternahm der Chor eine Reise nach Japan.
2016 gastierte der Chor auf Einladung der deutschen Botschaft in Argentinien. Seit 2015 verbindet das Ensemble eine Medienpartnerschaft mit SWR2, aus der mittlerweile bereits vier große Produktionen mit Werken von Telemann (sechs Advents- und Weihnachtskantaten), Graupner (vier Pfingstkantaten) und Noam Sheriff (Bereshit-Kantate) hervorgegangen sind.
Neben Konzerten mit A-cappella- sowie oratorischen Werken widmet sich das Ensemble mit einer eigenen Reihe „Music of our time“ der Neuen Musik. Zudem legt der Chor auch einen Schwerpunkt auf Musikvermittlung. Hierzu hat die Formation eigens ein Format für Kinderkonzerte ins Leben gerufen.

## Auszeichnungen
Der Chor wurde mit mehreren Preisen ausgezeichnet, hier ein Auszug:
- 2005: 1. Preis Landeschorwettbewerb Baden-Württemberg
- 2006: Preisträger in der Kategorie Knabenchöre Bundeschorwettbewerb Kiel
- 2008: Shanghai Golden Award
- 2010: 1. Preis Festival Zelioli[8]

## Diskographie
Der Chor veröffentlichte mehrere Tonträger:
- 1999: Kein schöner Land – Internationale Volkslieder und Evergreens
- 2000: Cantate Domino – Geistliche Chorwerke
- 2001: Christ ist geboren – Stimmungsvolle Weihnachten mit dem Knabenchor capella vocalis
- 2013: Mozart Wunderkind – Livemitschnitt vom Mozartfestival in Reutlingen (BW)
- 2015: Die Superkids – Die 25 schönsten Kinderlieder
- 2015: Singe, Seele – Geistliche Solo- und Chorwerke von Schütz, Bach, Händel u. a.
- 2015: Freu dich sehr – Drei geistliche  Kantaten von G. P. Telemann, Weltersteinspielung
- 2016:  Ich komme bald – Drei geistliche  Kantaten von G. P. Telemann, Weltersteinspielung
- 2017:  Verleih uns Frieden – Geistliche Solo- und Chorwerke von Charpentier, Bach, Mendelssohn, Brahms, Elgar
- 2018:  Komm, sei meines Herzens Gast – Vier geistliche  Kantaten von C. Graupner, Weltersteinspielung
- 2020:  Easter Cantatas – Vier geistliche Kantaten von C. Graupner, Weltersteinspielung

## Chorleiter-Historie
- Eckhard Weyand (1993–2012)
- Christian Bonath (2012–2022)
- Hermann Dukek (2022–2024)
- Benedikt Engel (seit 2024)